# Estádio Ingeniero Hilario Sánchez
O Estádio Ingeniero Hilario Sánchez, é o estádio do San Martín. Localizado na cidade de San Juan, Argentina, conta uma capacidade de 19.000 espectadores.

## História
O Estádio Ingeniero Hilario Sánchez abriu oficialmente no dia 9 de setembro de 1951. Na época, consistia apenas de um campo pequeno com arquibancadas de madeira.
Sob a liderança do Presidente Hilario Sánchez, durante os anos 70 e 80, o San Martín se tornou um clube profissional, o que requiriu a construção de uma arquibancada de concreto.
Hilário Sánches morreu em 1987 e 6 meses depois o estádio foi nomeado em sua homenagem. No entanto, ele mudou de nome temporariamente entre 1995 e 2006.
Quando o San Martín foi promovido pela primeira vez a Primeira Divisão, em 2007, o estádio tinha capacidade para 12.000 pessoas.